# 米爾洛希
51°11′48″N 34°32′2″E / 51.19667°N 34.53389°E
米爾洛希（烏克蘭語：Мирлоги）是位於烏克蘭東北部的村莊，由蘇梅州蘇梅區的比洛皮利亞市鎮負責管轄。該村處於巴甫利夫卡河左岸，距離卡泰里尼夫卡、巴甫利夫卡、梅利亞奇哈和迪布羅瓦2.5公里，海拔高度164米，2001年人口24。